# Eden (Dacota do Sul)
Eden é uma cidade  localizada no estado norte-americano de Dacota do Sul, no Condado de Marshall.

## Demografia
Segundo o censo norte-americano de 2000, a sua população era de 97 habitantes.
Em 2006, foi estimada uma população de 94, um decréscimo de 3 (-3.1%).

## Geografia
De acordo com o United States Census Bureau tem uma área de
0,4 km², dos quais 0,4 km² cobertos por terra e 0,0 km² cobertos por água. Eden localiza-se a aproximadamente 560 m acima do nível do mar.

## Localidades na vizinhança
O diagrama seguinte representa as localidades num raio de 32 km ao redor de Eden.